# Тахиров, Айдогды
Айдогды́ Тахи́ров (туркм. Aýdogdy Tahyrow, 1907, Арап-Кала, Закаспийская область — 30 января 1943, Большие Дубовицы, Ленинградская область) — Герой Советского Союза.

## Биография
Айдогды (Тахирович) Тахиров родился в 1907 году в ауле Арап-Кала в семье крестьянина. По национальности — туркмен. Член ВКП(б) с 1930 года.
Образование начальное. С юношеских лет работал батраком. Участвовал в борьбе с басмачами. В 1929 году добровольцем ушёл в Красную Армию, демобилизовался в 1931 году. Работал в милиции, затем был председателем колхоза «Инклаб» («Революция») аулсовета Хивеабад Каахкинского района.
Призван в армию в декабре 1941 году, на фронте — с 1942 года.
В годы Великой Отечественной войны был командиром отделения стрелковой роты 87-й Туркменской отдельной стрелковой бригады 11-й армии, воевавшей на Северо-Западном фронте. В ночь на 30 января 1943 года находился в боевом охранении (около деревни Большие Дубовицы), которое подверглось нападению фашистов. Четыре солдата отбивались от роты гитлеровцев. Бойцы, в том числе друг Айдогды — взводный Андрей Савушкин — погибли, а тяжелораненый парторг Тахиров попал в плен. В своём последнем бою бойцы уничтожили сорок семь фашистов.
— Опоздали, — сокрушаясь, проговорил лейтенант Тургаев. — Совсем немного. Но фрицев-то они порядочно уложили. Сорок семь трупов, и, в основном, у блиндажа. Если учесть, что Савушкин и его наряд поражены миномётным огнём, значит, почти всю эту нечисть уложил Тахиров. Наш парторг один сорвал наступление вражеской роты…
Фашисты пытками заставили Айдогды обратиться к советским воинам по радио. Через несколько часов по окопам разнёсся голос:

«Братья-туркмены, слушайте меня! Я, Айдогды Тахиров… Бейте фашистов, нещадно бейте. Пусть вечно живёт наша великая Родина …». Голос оборвался, послышались шум, крики… Айдогды сказал не то, к чему его вынуждали враги.

Не сумев склонить бойца к предательству, гитлеровцы зверски замучили его. Спустя несколько дней, когда деревня Большие Дубовицы была освобождена, в одном из сараев нашли его изуродованный труп. В медицинском заключении о смерти говорилось: «Ноги его связаны верёвкой, вся спина в кровавых рубцах от ударов шомполом, огнестрельная рана в боку разворочена каким-то тупым предметом, кожа порвана, на лице видны кровоподтёки и синяки от ударов, на шее следы пальцев от удушения».
Сначала был захоронен в селе Налючи, на его могиле установлен обелиск. Позднее захоронение перенесено в братскую могилу в Новой Деревне (Парфинский район, Новгородская область).
Указом Президиума Верховного Совета СССР «О присвоении звания Героя Советского Союза начальствующему и рядовому составу Красной Армии» от 19 июня 1943 года за «образцовое выполнение боевых заданий командования на фронте борьбы с немецкими захватчиками и проявленные при этом отвагу и геройство» удостоен посмертно звания Героя Советского Союза. Также награждён посмертно Орденом Ленина.

## В культуре
- 6 июня 1943 года во фронтовой газете «За Родину!» была опубликована поэма поэта Михаила Матусовского «Песнь об Айдогды Тахирове и его друге Андрее Савушкине».
- Туркменский композитор Вели Мухатов посвятил земляку Айдогды Тахирову «Вторую Симфонию» (Героическую).
- Сюита для симфонического оркестра «Памяти Айдогды Тахирова» (1948). Композитор — Ю. С. Мейтус.
- Туркменский писатель Нариман Джумаев (род. 1925) написал роман «Айдогды Тахиров» (1979), в русском переводе изданный под названием «Звезды не гаснут» (1983)[10][11][12].

## Память
- В родном ауле А. Тахирова был установлен памятник.
- Именем героя были названы улица в посёлке Каахка, колхоз и аулсовет в Каахкинском районе.
- Имя А. Тахирова носят улицы в Старой Руссе, Ашхабаде и Ёлётене.